# Defensa e ilustración de la lengua francesa

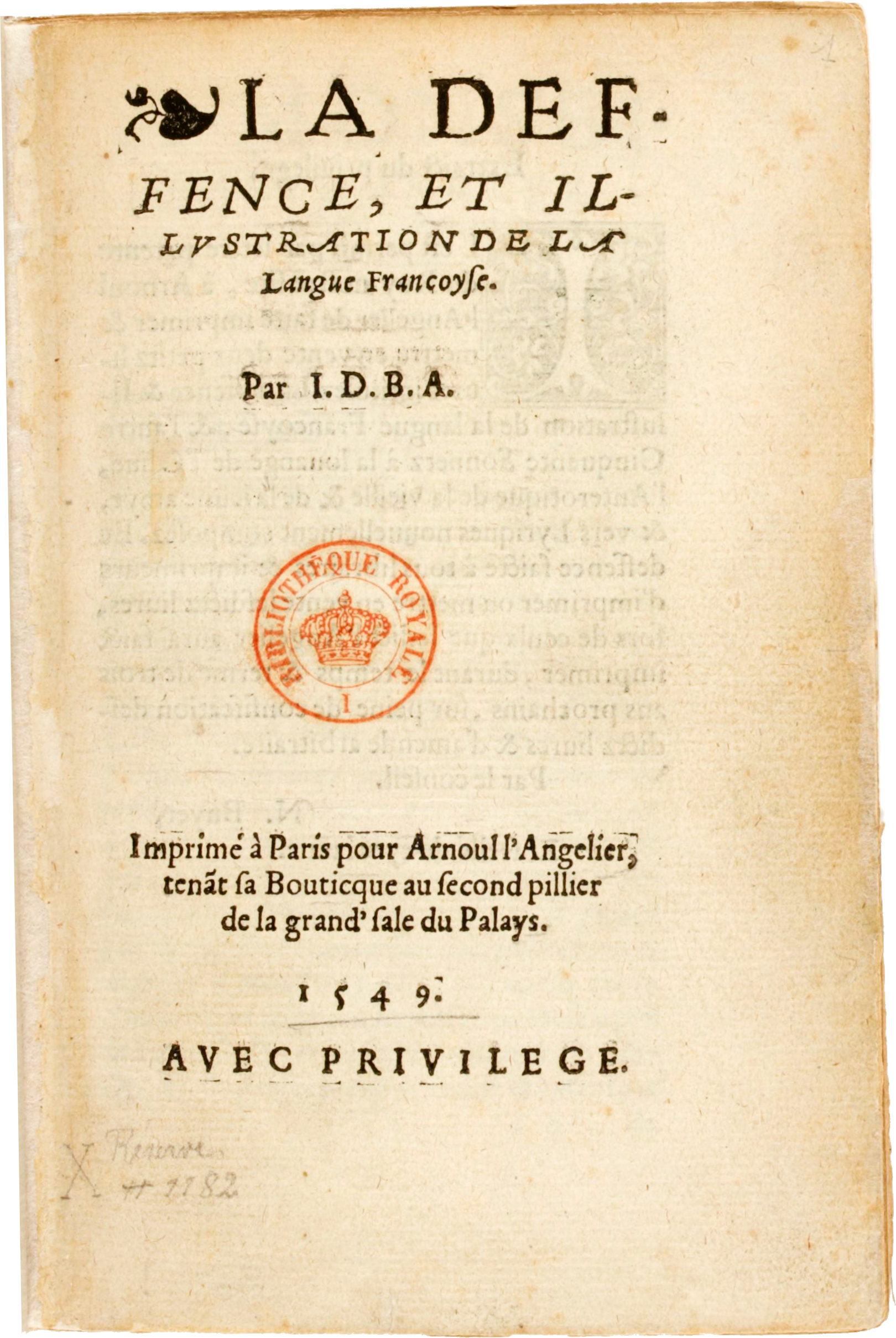
Primera página de la primera edición en 1549.

La Defensa e ilustración de la lengua francesa, (en el francés de la época: La Deffence, et Illustration de la Langue Francoyse) publicada en 1549, es el manifiesto literario que establece los principios por los que se iba a regir el grupo de poetas franceses que constituyeron La Pléyade. A pesar de ser una obra de claro tinte colectivo, está firmada por Joachim du Bellay. 
La obra, tal y como se hace patente en su título, consta de dos partes, en la primera se habla de la defensa de la lengua francesa, y en la segunda de su enriquecimiento o ilustración.
- Libro I: La defensa de la lengua francesa. El objetivo de los que trabajan en esta lengua debe ser la producción de obras tan notables como las que han producido tanto la literatura griega como la latina. Para conseguir este objetivo hay que embeberse de ambas culturas, como en su momento hicieron los romanos con la cultura griega. Un modo de lograrlo es la imitación original, o lo que es lo mismo, la escritura a la manera de. Por medio de sus recursos sintácticos, el francés está capacitado para expresar todo tipo de ideas, ya sean científicas, literarias, religiosas o filosóficas. Al no ser ya el latín y el griego las lenguas que se hablan habitualmente, no es posible alcanzar la genialidad utilizándolas, por lo que resulta mejor usar el francés, si bien éste previamente debe enriquecerse. Si bien la oratoria ya lo había hecho gracias a Étienne Dolet, la parte de la poesía está por hacer.

- Libro II: La ilustración de la Lengua Francesa. Es pues el momento de renovar la poesía, empezando por los propios géneros que se cultivan: baladas, virolais y otras formas medievales deben sustituirse por los géneros clásicos renovados, o procedentes del italiano: comedia, tragedia, epopeya, soneto, epístola, sátira, epigrama, égloga, elegía... Para ilustrar la lengua se puede recurrir a diversos procedimientos: uso de localismos, arcaísmos, cultismos, neologismos... sustantivación de adjetivos, nominalización de verbos, y enriquecimiento en general de lo que en nuestros días se conoce como familia léxica. El público al que debe dirigirse la poesía no es el pueblo llano, sino la élite intelectual.

Según el manifiesto, la misión del poeta no es brillar en los salones mundanos por medio de ejercicios de ingenio (claro ataque a los poetas herederos de Marot), sino servir a la belleza.